# Джон Нортон (ватерполіст)
Джон Нортон (англ. John Norton, 27 листопада 1899 — 24 листопада 1987) — американський ватерполіст.
Бронзовий призер Олімпійських Ігор 1924 року.